# Малый проспект Васильевского острова
Ма́лый проспект Васи́льевского острова — проспект на Васильевском острове в Санкт-Петербурге, проходящий от набережной Макарова до улицы Нахимова.

## История и достопримечательности
Малый проспект проходит на Васильевском острове. Он был проложен во второй половине XVIII века и первоначально именовался 3-й Першпективной. Затем его стали называть Малым — по отношению к Большому и Среднему проспектам. В 1939 году Малый проспект переименовали в проспект Железнякова, а в 1944 году ему возвратили прежнее название, так что оно — одно из старых в городе (в честь балтийского матроса А. Г. Железнякова позднее была названа другая магистраль).
В 1972 году Малый проспект был продлён до Наличной улицы (в него вошла часть Наличного переулка). В 1998 году к Малому проспекту присоединили оставшуюся часть Наличного переулка, и сейчас он проходит от набережной Макарова до улицы Нахимова.
На Малом проспекте между 7-й и 8-й линиями расположен Благовещенский сквер. После дома 57 и до улицы Беринга на Малый проспект выходит Смоленское православное кладбище.

### Дома вдоль Малого проспекта
- Дом 4 / 3-я линия, 58 — доходный дом. Перестраивался в 1873 году по проекту Д. Д. Соколова. Надстроен. Здесь с 1929-го года и до своей смерти в 1959-м году проживал писатель Виталий Бианки.
- Дом 11 / 4-я линия, 57 — доходный дом, построен в 1903 году, архитектор Л. В. Богусский. Включён существовавший дом.
- Дом 13 / 5-я линия, д. 64 — доходный дом В. Т. Тимофеева, 1912, арх. Н. С. Резвый.
- Дом 15 — доходный дом. Расширение 1838 года — архитектор В. Е. Морган. Надстроен.
- Дом 25 — особняк Геллера (1859, архитектор Р. Б. Бернгард).
- Дом 26 — во дворе находится доходный дом, построенный в 1909 году по проекту С. М. Белякова.
- Дом 35 — доходный дом, 1903—1907, архитектор Д. А. Крыжановский. Все детали отделки тщательно проработаны. На третьем — пятом этажах пилястры, капители которых украшены волютами. Простенки между вторым и третьем этажами украшены геометрическими рельефами.
- Дом 38—40 / 14-я линия, 73 — дом меблированных комнат Ф. Ф. Теодориди. Архитектор И. П. Володихин, 1903—1905.
- Дом 45, левая часть — доходный дом, 1899, архитектор Л. В. Богусский.
- В доме 49 располагается актёрский клуб «Антресоль», являющийся филиалом Театра Сатиры на Васильевском. В 1991—1996 годах на его месте находился музыкальный клуб Tamtam. После Февральской революции 1917 года в доме начал работу первый легальный Василеостровский райком РСДРП(б), секретарём которого с апреля 1917 года была Вера Слуцкая[2]. По этому же адресу в 1917 году расположился районный Совет, руководитель Э. Э. Эссен; в дни Октябрьской революции 1917 года в доме создали штаб Василеостровской Красной гвардии[2].
- Дом 53 — доходный дом, 1901, архитектор Л. В. Богусский.
- Дом 55 — комплекс зданий бывшего завода горнообогатительного оборудования им. И. Е. Котлякова (с 1997 года — объединение «Эскалатор»). Во дворе расположен памятник погибшим во время войны сотрудникам завода с фонтаном[3].
- Дом 57, корп. 1 — дореволюционное производственное здание в кирпичном стиле, предположительно, входило в комплекс Подковно-гвоздильного завода Посселя[4].
- Дома 69—71 — жилой комплекс «Гаванский рабочий городок», построен в 1904—1908 гг. по инициативе учёного-криминалиста и общественного деятеля Д. А. Дриля. Проект разработал архитектор Николай Дмитриев, использовав в качестве примера английский опыт строительства социального жилья. Идея городка заключалась в создании «нормальных условий обитания для малоимущих»: в городке, помимо жилых домов с недорогими квартирами, были предусмотрены сквер, детская площадка, пожарная часть, училище, ясли, библиотека с читальным залом, бесплатная прачечная и магазин. Планировка отличалась от типично-петербургской линейной с дворами-колодцами: пространство не делилось на парадное и «закулисное», дворы были благоустроены и соединялись широкими проходами. В целом Гаванский городок часто называют прообразом жилищных кооперативов и микрорайонов XX века[5][6][7]. Комплекс включал в себя пять жилых корпусов, три — для рабочих с семьями, и два — для одиноких жильцов, всего до 1000 человек. Типовой проект позволил сделать строительство бюджетным — по 36 рублей за квадратный метр, благодаря чему аренда жилья в городке была на 30 % дешевле, чем в среднем по городу[8].
- Дом 82 — в квартире № 1 жил новомученик и исповедник Русской Православной Церкви XX века протоиерей о. Алексей Иосифович Западалов.